# Segregación en la reconstrucción

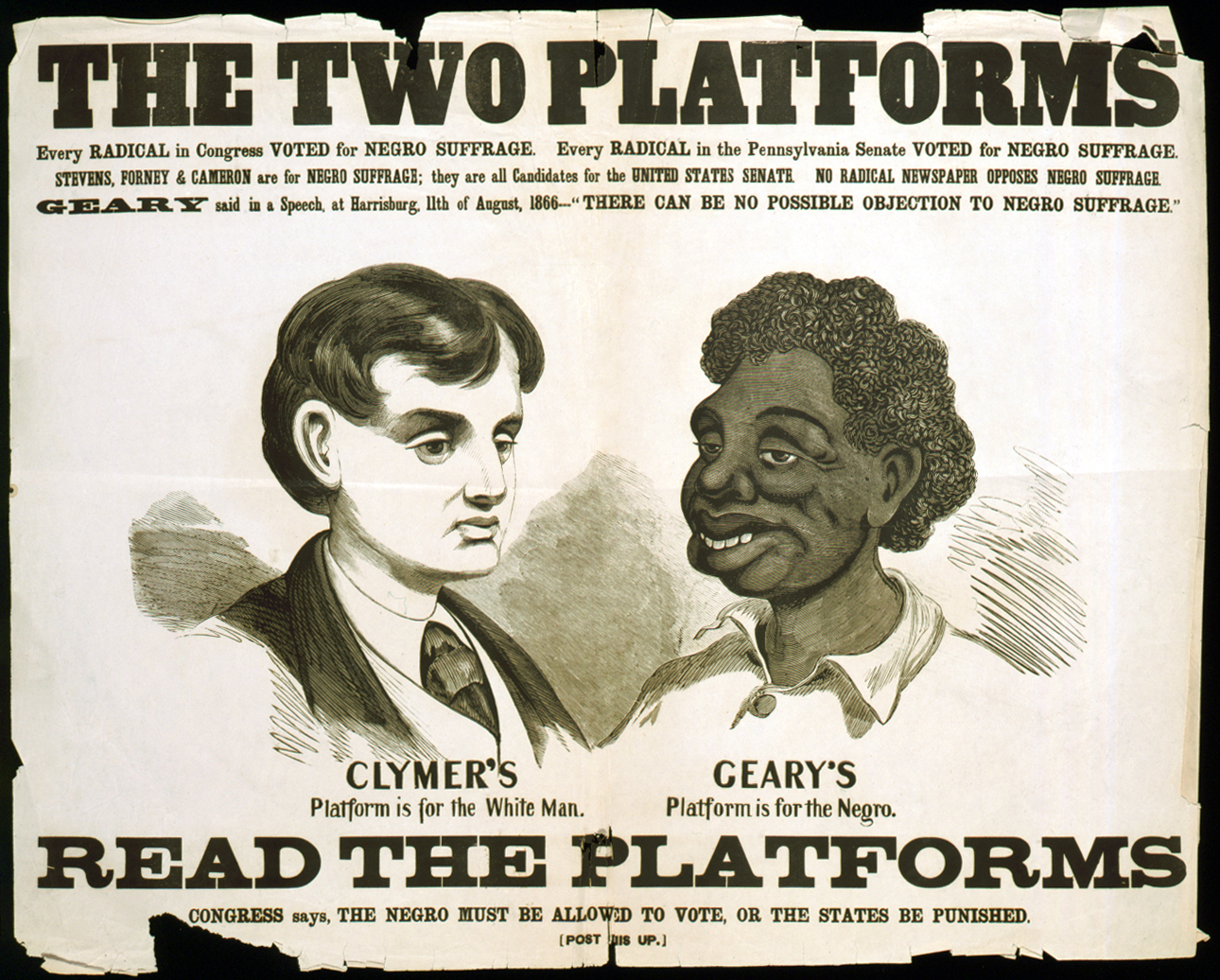
Cartel de propaganda racista sobre la supremacía blanca,1866.

La Segregación después de la Reconstrucción es un proceso histórico desarrollado en los Estados Unidos entre mediados del siglo XIX y mediados del XX, especialmente en el Sur, que involucró una acción por parte del poder político mayoritario con el objetivo de desplazar a los afroamericanos de la estructura política democrática de dicho país con el supuesto objetivo de proteger el sufragio de la participación de los libertos, tras la guerra de Secesión.

## Situación previa
Al terminar la guerra civil entre los estados confederados del Sur y la Unión del Norte en 1865, se dio paso a la etapa conocida con el nombre de “Era de la Reconstrucción”.
El Congreso tomó la decisión de pedir como requisito para la aceptación dentro de la Unión que los estados confederados sureños recompusieran sus desacuerdos en cuanto a los derechos civiles, sobre todo en aquellas cuestiones referentes a los sistemas de elecciones políticas.
Hacia 1866, diez Estados no contaban con aprobaciones para el sufragio de las minorías, especialmente de los libertos, antiguos esclavos, a excepción del Estado de Tennessee que había reconstruido su Constitución en 1865.
En 1867, El Congreso adoptó medidas referentes a la salvaguarda de la Reconstrucción; se dio paso a la aprobación de leyes referentes a ésta intención y se crearon diferentes distritos militares con la intención de supervisar en aquellos estados en espera de reconstrucción.
La población de muchos de ellos estaba compuesta por personas afrodescendientes en proporciones significativas, siendo mayoría en Misisipi y Carolina del Sur, estaban igualados en número a los habitantes blancos en Luisiana y constituían el 40 % de la población en otros cuatro antiguos estados confederados. De ahí se desprende una importante masa de votantes negros que había sido admitida para el sufragio, votando por primera vez en 1867 tras el inicio de la Reconstrucción. Un claro ejemplo del importante número de votantes afroamericanos, fue el triunfo como presidente del Ulysses S. Grant gracias al apoyo de 700.000 votos de la población negra.
Desde entonces, se implementaron medidas adoptadas por el Congreso para salvaguardar los derechos al sufragio de las minorías. Tal es así, que en febrero de 1870 se ratificó la Decimoquinta Enmienda como una medida proteccionista a la población afroamericana frente a las acciones opresoras de sus estados. Allí las clases altas de los blancos no veían con buenos ojos las medidas adoptadas en beneplácito de los afroamericanos; las leyes de la Reconstrucción habían prohibido a muchos blancos sureños exconfederados acceder a cargos públicos y, en algunos estados, los privaron de derecho al voto a menos que hicieran un juramento de lealtad. Los blancos sureños, temiendo la dominación negra, se resistieron al ejercicio de poder político por parte de los libertos: es así que muchos grupos de blancos sureños, paramilitares, acudieran a medidas violentas para intentar bloquear el acceso de esas minorías a las cuestiones políticas e inhibiendo las medidas proteccionistas del Congreso. Este proceso de prohibición en la práctica del ejercicio de los derechos civiles se dio en su forma más extrema entre 1866 y la mitad de la década de 1870.
Diversos grupos antiminorías se organizaron con el objetivo de tomar en sus propias manos las medidas necesarias para suprimir a las personas negras de los espacios políticos. En Tennessee se formó en 1865 un grupo de esta categoría denominado Ku Klux Klan, grupo integrado por personas perdedoras de la pasada guerra civil; dicha organización se desplegó por la zona sur en una red que vigilaba muy de cerca a cada posible votante tomando y planeando medidas que apostaban a la represión contra el ejercicio del sufragio afroamericano.
El grado de violencia que utilizó este grupo fue tal que acudieron a medidas como la intimidación, los asesinatos, destrucciones de propiedades, agresiones físicas y verbales e incluso linchamientos contra la población negra y los blancos simpatizantes. A toda ésta gama de procedimientos virulentos se sumaban estrategias como bloquear el acceso a maestros provenientes del norte que llegaban con el objetivo de enseñar y alfabetizar a los ciudadanos afroamericanos. El Ku Klux Klan fue suprimido mediante medidas adoptadas por el Congreso y enjuiciándolo como un delito Federal e impulsó reglamentaciones que penaban cualquier acción de violencia contra los negros o cualquier acto que impidiera el acceso de éstos al sufragio; llegando incluso a tomar medidas por parte del presidente de ordenar el despliegue de las fuerzas armadas para reprimir cualquier organización formal o no que atentara contra las estipulaciones ratificadas mediante la Enmienda.
Al suprimirse el primer Klan en 1870, de ninguna manera supuso el fin de estas organizaciones pro supresión de los derechos de las minorías. Por el contrario se reafirmaron otras, compuestas por paramilitares en su mayoría, veteranos de la reciente guerra y que eran proclives a mantener el statu quo determinado y oponerse a los cambios sociales que se habían iniciado. Algunos de estos grupos más resonantes los constituyeron la “Liga del Blanco” de Luisiana de 1874, Los “Camisas Rojas” de Misisipi en 1875; u otros grupos de diferente corte pero la misma línea como los “Clubes del Fusil” o los “Caballeros de la Camelia Blanca”.
Estos grupos se diferenciaban del Klan en la medida en que si bien iban contra las minorías, su objetivo principal radicaba en la recuperación de las legislaturas estatales y la eliminación de los republicanos, en sus mayoría negros. Estos grupos no solo acudían a medidas de corte violento, sino que utilizaban estrategias de intimidación como el convocar a diversos medios periodísticos para que publiciten sus intenciones desplegando en la sociedad una imagen de temor a los opositores.
Se convocó a tantas personas proclives a estos clubes que en 1876 en Carolina del Norte se estimaba la presencia de 20.000 personas miembros de los Clubes del Fusil en su mayoría ex veteranos de la guerra que desplegaban medidas de índole muy diversa para detener el acercamiento de los negros y los blancos pobres a las urnas. Tras ellos se daba como respaldo su objetivo claro de asegurar su supremacía política en las legislaturas, manteniendo sus lugares, conquistando otros, pero siempre a costa de reprimir y bloquear los nuevos derechos civiles en el marco de una filosofía democrática desde los ojos del poder de estos grupos armados.
Tras las elecciones de 1876, se llegaron a determinados acuerdos entre la presidencia y los Estados del Sur, hecho que desencadenó un “Compromiso” en 1877, donde el Gobierno Federal retiró sus tropas del sur que vigilaban las posibles acciones en contra de las estipulaciones de la Enmienda, hecho que puso fin formal a la “Era de la Reconstrucción”, momento en que los demócratas sureños ya habían podido recuperar la supremacía en estados como Carolina del Sur, Luisiana o Florida. Esta recuperación del control de los gobiernos estatales por parte de los demócratas blancos se denominó la Redención. Los historiadores afroamericanos a veces llaman al Compromiso de 1877, la Gran Traición.

## Post-Reconstrucción y Segregación
Los Estados de Sur con las mayorías socialdemócratas, tomaron diversas medidas que apostaban por el bloqueo y la creación de barreras que no permitiesen el acceso de los afroamericanos al sufragio, pero de un tono diferente, apostando en menor medida por la violencia, sino a través de diversas “tácticas” que no permitían en la práctica que las minorías negras pudiesen ejercer el derecho al voto.
El caso del Estado del Tennessee es ilustrativo, ya que se dio desde ese lugar una etapa de violencia y corrupción extrema en 1888 con el objetivo de conseguir legislaturas de esos “demócratas”, acción que les llevó al éxito esperado. Una vez conseguida los lugares en las legislaturas, esos individuos socialdemócratas del sur se lanzaron a una carrera desmedida para impulsar diferentes exigencias a los votantes para el ejercicio de su derecho. En la práctica esto se traducía como un bloqueo a las minorías que no podía contar con las exigencias. Con el objetivo de mantener y afianzar sus estatus de poder, apostaron por la creación de diferentes reglamentaciones que dificultaban el acceso al voto, como reglamentaciones muy exigentes o incluso impuestos al sufragio.
Misisipi por ejemplo, en 1890, incluyó en su reciente Constitución la imprescindible aprobación de pruebas de alfabetización que garantizarían la preparación necesaria para votar. A principios del siglo XX, la mayoría de los estados del Sur contaban con este tipo de medidas constitucionales que ponían diferentes obstáculos a los votantes minoritarios, como es el caso de determinadas peticiones de residencia, pruebas de lectoescritura, determinado patrimonio demostrable, y demás medidas, totalmente subjetivas a los intereses de los blancos en el poder y además inaplicables e imposibles de cumplir para las minorías de afroamericanos y blancos pobres, generalmente discriminados de los sistemas de enseñanza oficiales en ese momento.
Todas éstas medidas llamaron la atención del Congreso quien intento a principios del siglo XX nuevas estipulaciones en el número de escaños de los legisladores del sur en cuanto a las personas que representaban donde se deberían incluir representaciones de minorías, acción que no pudo concretarse ya que evidentemente el poder radicaba mayoritariamente en los blancos socialdemócratas del Sur.

## Constituciones y la segregación racial en los estados entre 1890 y 1908
A partir de 1890 con los cambios en lo referido al derecho al voto se generan numerosas situaciones que demuestran que el asunto de la segregación racial y la inclusión de los afroamericanos en el sistema político a partir del derecho al voto no estaba saldado aún.
Los sureños blancos se quejaban de esta inclusión dado que el número de negros electos en las oficinas locales aumentó ampliamente, aunque no lograron ganar muchos escaños estatales, en lo local ganaban peso y visibilidad. Esto llevó a que se aprobaran en muchos estados leyes restrictivas con relación al registro de votantes y se establecieran reglas electorales más complicadas, el objetivo implícito es claro, limitar el voto a los negros y también a los blancos pobres, permitiendo el acceso al poder político solo a la clase privilegiada. Por ejemplo el estado de Florida aprobó una nueva Constitución en 1885 que exigía como condición sin ecuanón que todo aquel que pretendiera inscribirse en el registro de votantes debía contar con un cierto nivel de instrucción previa, por lo cual se les hacían pruebas de escritura. Como Florida, muchos estados tomaron medidas y modificaron sus constituciones para poder limitar el acceso amplio a la ciudadanía entre 1890 y 1908.
Ahora bien, con las mejoras educativas llevadas adelante en las dos décadas anteriores los negros habían aumentado notablemente su tasa de alfabetización: en 1891 habían disminuido su tasa de analfabetismo al 58 %. El historiador J. Morgan Kousser, experto en la temática ha señalado que el impulso de restricción viene dado desde la clase privilegiada dado que quieren afirmar la supremacía blanca, especialmente aquellos que eran dueños de plantaciones de algodón y dueños de otros negocios donde trabajaban la mayor parte de los afroamericanos y los bancos de clase baja se sentían preocupados porque estos no tuvieran acceso al voto.
Con la aprobación de nuevas constituciones, los estados del sur adoptaron disposiciones que causaron la segregación de grandes porciones de la población del sistema político. El objetivo era evitar alianzas entre las poblaciones negras y los blancos pobres en contra de las elites, privar de derechos a la mayoría de los afroamericanos, a los menos educados (fueran negros o blancos), a los menos organizados y a los más empobrecidos, así se mantendría el orden establecido.
La segregación racial seguía institucionalizada, pero no solo desde la ley sino desde las prácticas en la vida cotidiana. Los negros eran personas de segunda clase, así se crearon instalaciones distintas para negros y blancos como baños o vagones en los ferrocarriles.

## La segregación

### Impuestos de capitación
En Florida, Alabama, Tennessee, Arkansas, Luisiana, Misisipi, Georgia (1877) y Carolina del Sur, Virginia (hasta 1882 y nuevamente desde 1902 con su nueva Constitución Texas (1901)</ref> Texas (1901) y algunos Estados del norte y el oeste, el comprobante de pago de impuestos (o impuestos de capitación) era un requisito previo para el registro de votantes. Medida que claramente apunta a excluir del derecho al voto a los más pobres, dados que estos claramente no tendrían recursos para estar al día con sus impuestos. Entre los más pobres estaban los afroamericanos, por lo que es una clara medida para su segregación. Incluso en Georgia en el año 1877, se creó una ley que determinaba el pago de una especie de "impuesto al voto acumulativo", esto es que todos los hombres de cualquier raza en la edad de 21 a 60 años debían pagar una suma de dinero por cada año en que votaban, a partir de que la ley entró en vigor. Claramente en Georgia se comenzó a cobrar el derecho a votar excluyendo a quienes no pudieran hacerlo, generando así un sistema político sumamente elitista, al que podían acceder solo aquellos que contaban con el dinero para poder pagar por sus derechos.
El impuesto a la capitación fue utilizado junto con otros requisitos para excluir a los afrodescendientes.

### Los requisitos de carácter educativo
Alabama, Arkansas, Mississipi, Tennessee y Carolina del Sur crearon un requisito relacionado con lo educativo basado en un registro local de las calificaciones del votante. Muchos estados dudaron en la aplicación de este requisito incluso algunos como Georgia en 1898 la rechazó. Se temía que los analfabetos blancos perdieran su derecho al voto si se aplicaba esta reglamentación.
En aquellos estados donde se aplicó se conoció esto como "la cláusula del abuelo" que pretendía tener registros donde se tuviera información de que todos aquellos que tenían derecho a votar eran "de buen carácter y cumplían con sus deberes y obligaciones como ciudadanos". Esto permitió que se seleccionara a los votantes, estudiando si fuera necesario caso por caso, en la práctica esto permitió que se les concedieran derechos políticos a los blancos y se rechazara a los afrodescendientes.
Carolina del Sur, Lousiana (1889) y más tarde, Virginia incorporaron el requisito educativo en sus nuevas constituciones. Se exigía como prueba de alfabetización que el solicitante a registrarse en el registro de votantes escriba la petición de su puño y letra en frente al funcionario registrador, por lo tanto quien no pudiera escribir no podía votar.

## Segregación después de la era de la Reconstrucción

### La ley de ocho cajas
En el año 1882, los demócratas en Carolina del Sur estaban firmemente en el poder. Sin embargo, debido a que el Estado tenía una gran mayoría de afrodescendientes, los demócratas blancos todavía temían un posible resurgimiento de estos votantes en las urnas. Debido a ello, y con el propósito de eliminar esta "amenaza" la Asamblea General creó una prueba de alfabetización llamada la "Ley de ocho cajas".
En este sentido, es importante tener en cuenta que este proceso conocido con el nombre de Segregación, ha sido para los afroamericanos uno de los muchos obstáculos que debieron soportar y superar. Los demócratas sureños trabajaron tempranamente para debilitar el poder político "negro". La violencia y la intimidación llevaron a que muchos de ellos no votaran, sobre todo por temor. Los terratenientes blancos solían amenazar o sobornar a los aparceros negros e inquilinos a no votar o votar por el candidato del propietario.
Refiriendo a la ley en concreto podemos ver que la misma, requiere una caja separada para cada afrodescendiente donde deberá insertar la papeleta en la casilla correspondiente, de lo contrario el voto no contaría. Las papeletas no podían tener símbolos partidarios en ellos, tenían que ser de un tamaño y tipo de papel correcto. Muchas papeletas fueron rechazadas arbitrariamente, ya que se desviaron un poco de los requisitos. Las boletas pueden también aleatoriamente ser rechazadas si había más papeletas en una caja de votantes registrados.
La ley fue impugnada en los tribunales. El 8 de mayo de 1895, el juez Goff del Tribunal de Circuito de Estados Unidos, declaró la disposición de inconstitucionalidad y ordenó al Estado a proceder en virtud del mismo. Pero en junio de 1895, el Tribunal de Circuito de Apelaciones revocó al juez Goff y disolvió la orden judicial, dejando el camino abierto para la convención.
La Asamblea Constituyente se reunió el 10 de setiembre siendo clausurada el 4 de diciembre de 1895 por la nueva Constitución, Carolina del sur aprobó en el Plan de Misisipi (hasta el 1 de enero de 1898) que todo ciudadano de sexo masculino podía ser registrado al ser capaz de leer una sección de la Constitución. Aquellos así registrados debían permanecer votantes de por vida. En virtud de la nueva Constitución, se produjo una caída masiva en los votantes negros registrados. Para 1896 en un estado donde los negros componen la mayoría de la población, solo 5.500 votantes negros habían logrado registrarse

### Cláusula Abuelo
Cláusulas de abuelo, permitía a un hombre votar si su abuelo o padre había votado antes del 1 de enero de 1867, esta cláusula de exención efectivamente negó a todos los libertos la capacidad de votar. Los hombres libres de color antes de 1831 podían votar en Carolina del Norte si cumplían con los requisitos de propiedad, sin embargo fueron excluidos allí y en otros lugares después de la rebelión de esclavos de 1831.
En el momento de la ratificación de los artículos de la Confederación, todos los habitantes nacidos en el país libres y pertenecientes a los estados de Nuevo Hampshire, Massachusetts, Nueva York, Nueva Jersey y Carolina del Norte, aunque descendientes de esclavos africanos, si cumplían con los demás requisitos necesarios poseían la franquicia de los electores en igualdad de condiciones con los demás ciudadanos
En el caso de Guinn versus Estados Unidos (1915), La Corte Suprema invalidó la Constitución de Oklahoma, la cláusula del abuelo y pruebas de alfabetización, ya que en la práctica, las mismas habían segregado a los negros, como había ocurrido en numerosos estados del sur. Esta decisión afectó a disposiciones similares en las constituciones de Alabama, Georgia, Luisiana, Carolina del Norte y las reglas electorales de Virginia. Los poderes políticos de Oklahoma y otros estados reaccionaron rápidamente con la aprobación de leyes que creaban otras reglas relativas al registro de votantes que iban directamente contra el voto de afrodescendientes y minorías.

### Luisiana
Con una población uniformemente dividida en razas, en 1896 hubo 130.334 votantes negros en las planillas de inscripción y aproximadamente el mismo número de blancos La Constitución creada por los legisladores del Estado de Luisiana en 1898 incluyeron la cláusula de "abuelo" y una prueba de alfabetización o requisito de la propiedad. El aspirante a votante, debía ser capaz de leer y escribir en inglés o su lengua nativa, o debía poseer una propiedad evaluada en $300 o más. Esta prueba de alfabetización, fue implementada por el registrador de la votación; en la práctica eran sobre todo demócratas blancos quiénes cumplían con esta función. También se implementaba la cláusula de exención siempre que "Todo ciudadano que era un votante el 1 de enero de 1867 o era hijo o nieto, o cualquier persona naturalizada antes del 1 de enero de 1898 podían votar a pesar de su analfabetismo o pobreza". Las listas de registro independientes se mantuvieron para los blancos y los negros por lo cual resulta fácil de discriminar a estos últimos en la prueba de alfabetización. La Constitución de 1898 requiere además un largo requisito de residencia

### Carolina del Norte
En 1894, una coalición de republicanos y el Partido Populista ganó el control de la legislatura estatal de Carolina del Norte (y con ella la capacidad de elegir a dos senadores de Estados Unidos) y tuvieron éxito en tener varios representantes estadounidenses elegidos a través de la fusión electoral. Esta coalición realizó avances impresionantes en la elección de 1896, en momentos en el cual la mayoría legislativa se amplió, el republicano Daniel Lindsay Russell ganó la contienda por la gubernatura en 1897, el primer gobernador republicano del Estado desde el fin de la reconstrucción en 1877. La elección también dio lugar a más de 1000 elegidos o nombrados funcionarios negros, incluyendo la elección en 1897 de George Henry Blanco en el Congreso, como miembro de la Cámara de Representantes. En la elección de 1898 los demócratas establecieron la denominada supremacía blanca y la privación de derechos en una campaña de raza-hostigamiento dirigido por Furnifold Mc Lendel Simmons, quién se convirtió en senador del estado en 1901 y ocupó el cargo hasta 1931, y Josephus Daniels director y editor de "The Raleigh News & Observer". La coalición republicano-populista se desintegró y los demócratas ganaron las elecciones de 1898 y las siguientes en 1900. Utilizaron su poder en la Legislatura estatal para segregar a los afrodescendientes y de ese modo asegurar que el Partido Demócrata y el poder blanco no estuvieran amenazados y obtuvieran de esta forma el triunfo. Asimismo se aprobaron leyes con el motivo de restringir la inscripción de votantes y en 1900 los demócratas aprobaron el sufragio constitucional, estableciendo una enmienda en la misma, por la cual se alargaba el período de residencia pudiendo presentar un título académico (evaluado por un registrador lo cual demuestra el grado de subjetividad ante el mismo). Las consecuencias de esto en Carolina del Norte fue la eliminación completa de los votantes negros de las listas de 1904. Datos actuales estiman que 75.000 ciudadanos afrodescendientes de sexo masculino perdieron la votación, teniendo en cuanta además que en 1900 la población negra representaba el 33% del total de ésta. El crecimiento de la clase media afrodescendientes se desaceleró.

### Virginia
En el siglo XIX después de una coalición de republicanos blancos y afrodescendientes con los demócratas populistas los mismos llegaron al poder; la coalición se había formalizado como el Partido Readjuster. El Partido Readjuster mantiene el poder entre 1881-1883, se lleva a cabo la elección de un gobernador y se tiene el control de la legislatura, para la cual también se eligió a un senador estadounidense del Estado.  Después de recuperar el poder, los demócratas cambiaron las leyes estatales y la Constitución en 1902 para de esta forma segregar a los negros. Ratificaron la nueva Constitución en la legislatura y no la presentaron a votación popular. La votación en Virginia cayó casi a la mitad como consecuencia de la privación de derechos de los afroamericanos  El tramo de 80 años de control demócrata blanco solo terminó a finales de 1960 después de la aprobación y la ejecución de la federal Ley de Derechos Electorales de 1965 y el colapso de la Organización Byrd.

## Efectos legislativos y culturales:Decisiones de la Corte Suprema delsigloXX
La población afrodescendiente norteamericana en el siglo XX afrontó una dura tarea a la hora de recuperar su capacidad política, en lo que refiere al ejercicio de los derechos constitucionales, aquellos que les eran innegables a los ciudadanos.
La población afrodescendientes en Norteamérica, se unieron junto a otras minorías de esa sociedad que también reclamaban mayores derechos (Homosexuales, mujeres, entre otros), los cuales unificaron su lucha y trabajaron duro para lograr la capacidad de ejercer los derechos constitucionales de los ciudadanos.
Booker T. Washington, el cual fue líder por los derechos de la población afrodescendientes en EE. UU. Hacia fines del siglo XIX, es reconocido por su papel educativo en el Instituto Tuskegee, buscó financiamiento económico para los desafíos legales en cuanto a la privación de derechos y segregación. Desafió cláusulas de exención del Estado y luchó en contra de las discriminación hacia los afrodescendientes
Hacia principios del siglo XX, la Suprema Corte de los Estados Unidos, a través de los aportes de Oliver Eendell Holmes Jr. confirmó las disposiciones emanadas desde este organismo estatal con respeto a la situación en los Estados del Sur. Aquí se inscribirían nuevos votantes, lo cual abría nuevos caminos para la apertura hacia la población afrodescendientes.
Esta decisión no estaba dirigida a la población afrodescendiente, pero de todos modos, no se los privaba de sus potenciales derechos, es decir no los concedía pero tampoco los negaba. Esta disposición es caracterizada como la decisión trascendental más ignorada en la historia constitucional norteamericana
Buscando mostrar una oposición a la decisión de la Corte Suprema, en 1904 en Giles v. Teasley, la Suprema Corte de Estados Unidos confirmó la legislación de la segregación en el estado de Alabama. Si bien algunos demandantes negros ganaron resoluciones a su favor en a Corte Suprema, los estados crearon rápidamente formas alternativas para excluirlos del proceso político y cualquier participación política que pudieran tener. Tardarán varias décadas para que esto se modifique en la legislación norteamericana.
A partir de la fundación de la Asociación Nacional para el Avance de la Gente de Color (NAACP) en 1909, el grupo interracial con sede en Nueva York comenzó a proporcionar apoyo financiero y estratégico político a la lucha sobre la participación electoral de la población negra.
El Fondo de Defensa Legal de la NAACP se organizó y montó numerosos casos en la corte repitiendo desafíos legales a la gran cantidad de barreras que buscaban la Segregación social y política, en muchos Estados.
La NAACP buscó representación a las demandas directas y ayudó a recaudar fondos para apoyar los diversos desafíos legales que se planteaban en contra de los afrodescendientes. También trabajó en la Educación Pública, estimulando las artes como el teatro y el trabajo de corte académico, entre otras formas para acceder al público. La NAACP se organizó en ciudades de todo el país, creciendo también la incidencia en los estados del sur.  La Unión Americana de Libertades Civiles también representó a los demandantes en algunos casos de privación de derechos.

### Desafíos exitosos
En 1944, el Tribunal Supremo revisó un caso en Texas y falló en contra de la política segregacionista. El fallo de la corte en 1944, dispuso que ésta era inconstitucional, ya que el Estado no había protegido a los derechos constitucionales de sus ciudadanos.
Tras lo sucedido en 1944, las organizaciones por los derechos civiles en las principales ciudades de Estados Unidos, comenzaron a movilizarse rápidamente para registrar potenciales votantes afrodescendientes. Por mencionar solo algunos casos, en Georgia, en 1940, solo 20000 afrodescendientes habían conseguido registrarse para sufragar. Después de la decisión del Tribunal Supremo, el Comité de Registro de todos los ciudadanos (ACRC) de Atlanta comenzó a organizarse. Para 1947, estas organizaciones habían conseguido que 125.000 norteamericanos negros fueran registrados, el 18, 8 % de la población en edad de votar
A través de diferentes esquemas de exclusión, donde los blancos a través de diversos recursos legales, controlaban el voto desde la población afrodescendiente. En 1959, Georgia aprobó una nueva ley de registro de votantes, le cual excluía a los analfabetos de la posibilidad de votar, estableciéndose pruebas para comprobar que realmente sabían escribir.
La población afrodescendiente, había conquistado grandes avances en materia de educación, pero de todos modos, eran los blancos los que registraban determinando quienes podían votar y quienes no. En la práctica, la mayoría de los registradores descalificaban a los afrodescendientes por no saber escribir. Recién hacia los años 60, creció el número de votantes afrodescendientes que podían aprobar tan estrictas pruebas.

## Movimiento por los derechos civiles
Entre las décadas de 1950 y 1960, se puede observar un progreso político constante de la NAACP. De todos modos, continuaron las resistencias y la construcción de nuevas barreras legales a la población afrodescendientes en los estados del sur. Entre estas décadas, los ciudadanos privados de derechos ampliaron su esfuerzo y lucha convirtiéndose en activistas en todo el sur, donde participaron de esta lucha iglesias de afrodescendientes con sus respectivos líderes espirituales, acompañados por activistas jóvenes de los estados del norte.
Varias estrategias de lucha fueron utilizadas, la confortación no violenta y manifestaciones callejeras fueron realizadas en numerosas ciudades del Sur, en algunas ocasiones provocaron una reacción violeta por los testigos y las autoridades blancas quienes veían como peligroso la organización de los afrodescendientes exigiendo mayores derechos políticos y sociales. Lentamente el Movimiento por los Derechos Civiles conquistó mayor espacio de incidencia política a nivel nacional; los medios de comunicación ayudaron en esta tarea generando una creciente demanda de cambios sociales en el país.
La violencia generalizada contra los “jinetes de la libertad” en 1961 (la cual fue registrada por todos los medios de comunicación como también los asesinatos de activistas sociales en Alabama en 1963) fue haciendo que se ganara apoyo social a la causa por los derechos civiles de los afrodescendientes el cual se extendió por todo Estados Unidos. El presidente John F. Kennedy introdujo una legislación de derechos civiles al Congreso en 1963 antes de ser asesinado. Este fue un momento más que importante en tantas décadas de lucha y muertes.

### Los legalistas
Este movimiento trabajaba con la idea de que el racismo es fruto de la ignorancia y este desaparecerá cuando las clases desfavorecidas tengan acceso a la educación con el fin de transformar al afrodescendiente y así poder ser aceptados por la sociedad. Las estrategias que utilizan están fundadas en presiones morales, peticiones, marchas, los boicots y las ocupaciones pacíficas durante horas en restaurantes, tiendas y demás espacios restringidos a los blancos.
Uno de los principales exponentes es Martin Luther King. Se inició con el boicot pacífico contra la compañía de autobuses de Montgomery (Alabama) por sus medidas segregacionistas y se convirtió en dirigente nacional. En el verano de 1963 junto a otros líderes afrodescendientes, organizó una multitudinaria “Marcha sobre Washington” para exigir los derechos civiles de la población afrodescendiente. El 28 de agosto pronunció ante más de 200.000 manifestantes (un 20% blancos) su famoso discurso "I Have a Dream" (“Yo tengo un sueño”) en el que expresaba sus esperanzas de igualdad. En 1965 organizó una nueva marcha para luchar contra los test de calificación para votar que debían realizar los votantes afrodescendientes.

### La lucha en los Estados del Sur
El presidente Lyndon B. Johnson en enero de 1964 se reunió con líderes de los derechos civiles.
El 8 de enero, durante su primer Estado de la Unión , con la presencia del presidente Johnson, se avanzó en la legislación hacia la población afrodescendiente, es aquí donde más se progresó en legislación por los derechos civiles en los últimos 100 años de historia norteamericana.
El 23 de enero de 1964, la Enmienda 24 a la Constitución de Estados Unidos, prohibía el uso de impuestos de votación en las elecciones nacionales, lo cual fue ratificado en Dakota del Sur, el Estado número 38 en hacerlo.
El 21 de junio de 1964, los trabajadores de derechos civiles Michael Schwerner , Andrew Goodman y James Chaney , desaparecieron en el condado de Neshoba, en Misisipi. Los tres eran voluntarios ayudando en el registro de votantes afrodescendientes como parte del Proyecto de Verano de Libertad de Misisipi . Cuarenta y cuatro días después, el Buró Federal de Investigaciones recuperó sus cuerpos de una represa de tierra donde fueron enterrados.
El ayudante de policía del condado de Neshoba Cecil Price y otras 16 personas, todas pertenecientes al grupo racista Ku Klux Klan, fueron acusados de estos asesinatos; siete de ellos fueron condenados. La investigación también reveló los cuerpos de varios hombres afrodescendientes, cuyas muertes nunca había sido reveladas, ni se había realizado un proceso en su causa.
El 30 de marzo de 1964, se presentó el proyecto de ley de Derechos Civiles ante el senado, los senadores del Sur, los cuales eran 18, buscaban impedir que se aprobara dicho proyecto de ley. Richard Russell, senador sureño dijo ese día:
"Vamos a resistir hasta el amargo final cualquier medida o cualquier movimiento que tendría una tendencia a lograr la igualdad social, el mestizaje y la fusión de las razas en nuestros Estados del Sur”.
Finalmente el 2 de julio, el presidente Johnson firmó la Ley de Derechos Civiles de 1964. La Ley prohíbe la segregación en lugares públicos y prohibió la aplicación desigual de los requisitos de registro de votantes. Es no prohibió explícitamente las pruebas de alfabetización, que habían sido utilizados para descalificar a los afrodescendientes y los pobres votantes blancos.
El presidente Johnson hizo un llamado a una ley fuerte de los derechos de voto y audiencias, comenzó poco después en el proyecto de ley que se convertiría en la Ley de Derechos Electorales.
Esta ley fue aprobada en 1965, la misma prohíbe el uso de pruebas de alfabetización como requisito para registrarse para votar. Se figuraba un recurso para los votantes locales a la supervisión y la intervención federal, además de la vigilancia federal de zonas que históricamente tenían baja participación de votantes, para garantizar que las nuevas medidas no se tomaron contra los votantes minoritarios. Preveía la aplicación federal de los derechos de voto. Los afroamericanos comenzaron a entrar en el proceso político formal, la mayoría por primera vez en el Sur. A partir de este momento la población afrodescendiente comenzó a conquistar relevantes espacios políticos dentro del Estado, a nivel local, estatal y federal.
Concluyendo, El resultado de las movilizaciones fue la firma de las Leyes de Derechos Civiles de 1964 y 1965, que prohibían la segregación en lugares públicos, en los centros educativos y los empleos y acababan con los test de calificación para votar.